# Leonel Suárez
Leonel Suárez Fajardo (* 1. September 1987 in Santiago de Cuba) ist ein kubanischer Zehnkämpfer.
Als 19-Jähriger wurde er 2007 kubanischer Meister mit 8156 Punkten. In seiner ersten internationalen Saison siegte er 2008 beim Meeting in Ratingen mit dem kubanischen Rekord von 8451 Punkten. Diese Marke verbesserte er bei den Olympischen Spielen in Peking auf 8527 Punkte; mit dieser Leistung gewann er überraschend die Bronzemedaille hinter Bryan Clay (USA) und Andrej Krautschanka (BLR). Bei den Weltmeisterschaften in Berlin ein Jahr später gelang es Suárez an frühere Erfolge anzuknüpfen und gewann beim Sieg des Amerikaners Trey Hardee die Silbermedaille mit 8640 Punkten. 6 Wochen zuvor hatte er in Havanna seine persönliche Bestleistung auf 8654 Punkte gesteigert.
Bei den Weltmeisterschaften 2011 in Daegu holte er mit 8501 Punkten die Bronzemedaille hinter Ashton Eaton und Trey Hardee. Das gleiche Resultat auch bei den Olympischen Spielen 2012 in London. Suárez kämpfte sich hinter den US-Leichtathleten zur zweiten Olympia-Bronzemedaille. Den Zehnkampf bei den olympischen Spielen 2016 beendete er auf Platz 6 mit 8460 Punkten.